# Alberto Visentin
Alberto Visentin fue un organista, tecladista y compositor italiano, activo durante la década de 1960. Considerado uno de los pioneros en el uso artístico del órgano eléctrico en la música popular italiana, desempeñó un papel clave en la transformación estilística y en el éxito inicial de la cantante Patty Pravo.

## Biografía
Nacido en Italia en la década de 1940, Alberto Visentin alcanzó notoriedad a mediados de los años 1960 como tecladista del grupo milanés The Pipers, una de las bandas beat más refinadas y técnicamente avanzadas del norte de Italia.
En 1967 se unió al grupo Cyan Three, formado para acompañar en directo a la entonces emergente Patty Pravo. La entrada de Visentin marcó un cambio de paradigma: Patty Pravo pasó de un repertorio basado en la canción ligera tradicional a un estilo decididamente más moderno, caracterizado por sonidos psicodélicos, barrocos y experimentales que la llevaron al éxito. Visentin fue el responsable de todos los arreglos y atmósferas de teclado que definieron la identidad sonora inicial de Pravo.
Su uso del Farfisa Compact, del Binson Echorec y del órgano Hammond permitió construir una textura sonora de vanguardia, sin precedentes en la música pop italiana de la época. La propia Patty Pravo declaró en varias ocasiones que Visentin era "el más avanzado de todos" y que le debía a él todo su éxito.
Con Cyan, Visentin realizó giras por Italia, Países Bajos, Argentina, Sudáfrica y los Estados Unidos, incluyendo una serie de conciertos en Las Vegas. Entre sus grabaciones más destacadas se encuentra el tema Mama, papa, una adaptación de la canción del grupo Cardinal Point, que obtuvo éxito comercial internacional.

## Vida personal
En 1969, Alberto Visentin contrajo matrimonio con la actriz Cristina Gaioni, ganadora del Nastro d’Argento como mejor actriz revelación en 1960. La pareja tuvo una hija, Christiana Gajoni, quien se convirtió en una reconocida pintora y actriz, activa principalmente en París y fundadora de un estilo pictórico propio vinculado al neorrealismo mágico.

## Estilo e influencia
Visentin es considerado uno de los tecladistas italianos más sofisticados de su generación. Su enfoque musical, que integraba armonías jazz, estructuras barrocas y texturas psicodélicas, anticipó muchas de las innovaciones que artistas como Franco Battiato, Alan Sorrenti y Lucio Battisti explorarían años después en sus fases experimentales.
Más que un simple acompañante, Visentin diseñaba toda la arquitectura armónica de las piezas en las que trabajaba, elevando el órgano eléctrico a un papel narrativo y estructural. Su presencia fue fundamental para definir la identidad sonora de las primeras producciones de Patty Pravo, situándola en un nivel distinto respecto a otras intérpretes melódicas de la época.
Alberto Visentin ha sido objeto de una revalorización progresiva por parte de estudiosos y aficionados a los teclados vintage, la música analógica y la cultura beat italiana. Algunos de sus arreglos y sesiones de estudio han sido redescubiertos mediante reediciones archivísticas realizadas por sellos especializados en discos de vinilo.
Dentro del redescubrimiento más amplio de la era beat italiana, su nombre se menciona hoy por la originalidad de su lenguaje musical en teclado y su contribución a la evolución de la música pop del país.

## Colaboraciones destacadas
- The Pipers (1964–1967) – organista y tecladista
- Cyan Three / Cyan (1967–1968) – organista, arreglista
- Patty Pravo (1967–1968) – giras, grabaciones, presentaciones en vivo